# Procesos internos de selección de candidatos y responsable nacional para la construcción del Frente Amplio de 2023
Los procesos internos de selección de candidatos y responsable para la construcción del Frente Amplio de 2023, son la denominación de los métodos institucionales de la coalición opositora de Va por México, para delinear la estructura electoral que busca construir un frente amplio, esto incluye la eventual selección de su candidato a la presidencia de la república en el marco de las elecciones de 2024.

## Organización

### Foro Vamos en Unidad
El lunes 26 de junio del 2023, en conferencia de prensa, los dirigentes del Partido Revolucionario Institucional (Alejandro Moreno Cárdenas), el Partido Acción Nacional (Marko Cortés Mendoza) y el Partido de la Revolución Democrática (Jesús Zambrano Grijalva), en conjunto con miembros de la sociedad civil, dieron a conocer las etapas del proceso que serán vigiladas por un Comité Organizador y un observatorio ciudadano.

### Etapas
Las etapas del proceso son las siguientes.
1. Del 4 al 9 de julio los aspirantes entregan cuatro solicitudes de registro. Una a cada uno de los tres partidos de la coalición y la cuarta al Frente Amplio por México. La solicitud debe ser acompañada con una serie de documentos de transparencia política.[4][5]
2. Del 12 de julio al 8 de agosto todos los aspirantes que hayan realizado correctamente su registro deben conseguir firmas de apoyo para su postulación. Éstas se recolectan a través de una página web habilitada por la coalición. Cada aspirante debe conseguir un mínimo de 150 mil firmas totales y además un mínimo de mil firmas en al menos 17 de las 32 entidades federativas del país. Ambas condiciones son necesarias para validar la candidatura.
3. El 10 de agosto se realiza un foro de discusión entre todos los aspirantes que hayan superado el requisito anterior.
4. Del 11 al 14 de agosto se realiza un sondeo de opinión pública para seleccionar a los tres aspirantes con mayor apoyo popular, cuyo resultado se publica el 15 de agosto.
5. Del 17 al 26 de agosto se realizan cinco foros regionales con la participación de los tres finalistas.
6. Del 27 al 30 de agosto se realiza un segundo sondeo de opinión pública. Su resultado equivaldría al 50% del puntaje necesario para obtener la candidatura presidencial.
7. El 3 de septiembre se realiza una votación a través de internet para seleccionar al candidato de la coalición. Su resultado equivaldría al 50% restante del puntaje necesario para la postulación. Ese mismo día la alianza anuncia al candidato seleccionado para la postulación presidencial.

## Selección de aspirantes

### Aspirantes registrados
El registro inicial de aspirantes se realizó del 4 al 9 de julio de 2023. En ese periodo se presentaron 33 solicitudes de registro. Del total de postulantes, trece fueron aprobados y veinte fueron desestimados.
| Aspirante                       | Afiliación partidista | Afiliación partidista                | Registro           | Determinación |
| ------------------------------- | --------------------- | ------------------------------------ | ------------------ | ------------- |
| Rafael Acosta Ángeles           |                       | Independiente                        | 9 de julio de 2023 | Desestimado   |
| Miguel Alemán Vázquez           |                       | Independiente                        | 9 de julio de 2023 | Desestimado   |
| Juan José Alonso Beltrán        |                       | Independiente                        | 9 de julio de 2023 | Desestimado   |
| Silvano Aureoles                |                       | Partido de la Revolución Democrática | 6 de julio de 2023 | Aprobado      |
| Ana Laura Burgos                |                       | Independiente                        | 9 de julio de 2023 | Desestimado   |
| Santiago Creel                  |                       | Partido Acción Nacional              | 4 de julio de 2023 | Aprobado      |
| Enrique de la Madrid            |                       | Partido Revolucionario Institucional | 5 de julio de 2023 | Aprobado      |
| Adriana Delarbre López          |                       | Independiente                        | 7 de julio de 2023 | Desestimado   |
| Jaime Duarte Martínez           |                       | Independiente                        | 7 de julio de 2023 | Desestimado   |
| José Jaime Enríquez Félix       |                       | Independiente                        | 7 de julio de 2023 | Aprobado      |
| José Enríquez González          |                       | Independiente                        | 7 de julio de 2023 | Desestimado   |
| Xóchitl Gálvez                  |                       | Independiente                        | 4 de julio de 2023 | Aprobado      |
| Francisco García Cabeza de Vaca |                       | Partido Acción Nacional              | 7 de julio de 2023 | Aprobado      |
| Edgardo García Salgado          |                       | Independiente                        | 9 de julio de 2023 | Desestimado   |
| Enrique Gutiérrez Badillo       |                       | Independiente                        | 9 de julio de 2023 | Desestimado   |
| Víctor Gutiérrez Yáñez          |                       | Independiente                        | 6 de julio de 2023 | Desestimado   |
| Francisco Juárez Piña           |                       | Independiente                        | 9 de julio de 2023 | Desestimado   |
| Ricardo Jonathan López          |                       | Independiente                        | 9 de julio de 2023 | Desestimado   |
| Ignacio Loyola Vera             |                       | Partido Acción Nacional              | 9 de julio de 2023 | Aprobado      |
| Miguel Ángel Mancera            |                       | Partido de la Revolución Democrática | 9 de julio de 2023 | Aprobado      |
| Pablo Eduardo Ortiz             |                       | Independiente                        | 9 de julio de 2023 | Desestimado   |
| Facundo Palacios                |                       | Independiente                        | 9 de julio de 2023 | Desestimado   |
| Beatriz Paredes                 |                       | Partido Revolucionario Institucional | 6 de julio de 2023 | Aprobado      |
| Jorge Luis Preciado             |                       | Partido Acción Nacional              | 4 de julio de 2023 | Aprobado      |
| Felipe de Jesús Puch Díaz       |                       | Independiente                        | 7 de julio de 2023 | Desestimado   |
| Gabriel Quadri                  |                       | Partido Acción Nacional              | 4 de julio de 2023 | Aprobado      |
| Adrianha Rangel Flores          |                       | Independiente                        | 7 de julio de 2023 | Desestimado   |
| César Reyes Ortega              |                       | Partido Revolucionario Institucional | 9 de julio de 2023 | Desestimado   |
| Israel Rivas Bastidas           |                       | Independiente                        | 5 de julio de 2023 | Aprobado      |
| Sergio Iván Torres              |                       | Independiente                        | 6 de julio de 2023 | Aprobado      |
| David Trejo García              |                       | Independiente                        | 9 de julio de 2023 | Desestimado   |
| Ricardo Urbano Barrón           |                       | Independiente                        | 6 de julio de 2023 | Desestimado   |
| Humberto Vega Villacaña         |                       | Independiente                        | 9 de julio de 2023 | Desestimado   |

### Aspirantes aprobados
El lunes 10 de julio el Frente Amplio por México determinó que sólo trece de los aspirantes registrados cumplían con los requisitos para ser aprobados. Todos ellos debían recolectar un mínimo de 150 mil firmas de apoyo, con al menos mil firmas en 17 de las 32 entidades federativas del país. El periodo de recolección de apoyos fue del 12 de julio al 8 de agosto para validar su registro y avanzar a la siguiente fase del proceso. En este tiempo dos candidatos renunciaron a su postulación: Gabriel Quadri y Jorge Luis Preciado. El 9 de agosto la coalición informó que fueron registrados 1.9 millones de apoyos y siete aspirantes superaron el mínimo de 150 mil firmas pero sólo cuatro de ellos cumplieron también con el requisito de representación por estado: Xóchitl Gálvez, Beatriz Paredes, Santiago Creel y Enrique de la Madrid.
Tras darse a conocer los aspirantes que habían sido validados, el Partido de la Revolución Democrática anunció su salida del Comité del Frente Amplio por México en protesta porque los dos aspirantes de su partido (Silvano Aureoles y Miguel Ángel Mancera) habían recabado el número de firmas requerido pero el Comité no les había permitido continuar en el proceso.
| Imagen | Imagen | Aspirante                       | Afiliación partidista                | Cargos públicos anteriores | Firmas                 |
| ------ | ------ | ------------------------------- | ------------------------------------ | --- | ---------------------- |
|        |        | Silvano Aureoles                | Partido de la Revolución Democrática | - Presidente municipal de Zitácuaro (2002-2004) - Senador del Congreso de la Unión (2006-2011) - Diputado del Congreso de la Unión (2012-2015) - Presidente de la Cámara de Diputados (2014-2015) - Gobernador de Michoacán de Ocampo (2015-2021) | 288 090                |
|        |        | Santiago Creel                  | Partido Acción Nacional              | - Diputado del Congreso de la Unión (1997-2000; desde 2021) - Secretario de Gobernación (2000-2005) - Senador del Congreso de la Unión (2006-2011) - Presidente de la Cámara de Senadores (2007-2008) - Diputado de la Asamblea Constituyente de la Ciudad de México (2016-2017) - Presidente de la Cámara de Diputados (desde 2022) | 358 735                |
|        |        | Enrique de la Madrid            | Partido Revolucionario Institucional | - Diputado del Congreso de la Unión (2000-2003) - Director general de Financiera Rural (2006-2010) - Director general del Banco Nacional de Comercio Exterior (2012-2015) - Secretario de Turismo (2015-2018) | 344 729                |
|        |        | José Jaime Enríquez Félix       | Independiente                        | | 496                    |
|        |        | Xóchitl Gálvez                  | Independiente                        | - Directora general de la Comisión Nacional para el Desarrollo de los Pueblos Indígenas (2003-2006) - Jefa delegacional de Miguel Hidalgo (2015-2018) - Senadora del Congreso de la Unión (desde 2018) | 554 699                |
|        |        | Francisco García Cabeza de Vaca | Partido Acción Nacional              | - Diputado del Congreso de la Unión (2000-2003) - Presidente municipal de Reynosa (2005-2007) - Diputado del Congreso de Tamaulipas (2008-2010) - Senador del Congreso de la Unión (2012-2016) - Gobernador de Tamaulipas (2016-2022) | 195 548                |
|        |        | Ignacio Loyola                  | Partido Acción Nacional              | - Gobernador de Querétaro (1997-2003) - Procurador Federal de Protección al Ambiente (2005-2007) - Diputado del Congreso de la Unión (desde 2021) | 7 624                  |
|        |        | Miguel Ángel Mancera            | Partido de la Revolución Democrática | - Procurador General de Justicia del Distrito Federal (2008-2012) - Jefe de Gobierno de la Ciudad de México (2012-2018) - Senador del Congreso de la Unión (desde 2018) | 195 575                |
|        |        | Beatriz Paredes                 | Partido Revolucionario Institucional | - Diputada del Congreso de Tlaxcala (1975-1978) - Gobernadora de Tlaxcala (1987-1992) - Secretaria general del PRI (1992-1993) - Embajadora de México en Cuba (1993-1994) - Presidente de la Cámara de Senadores (1998-1999) - Presidente de la Cámara de Diputados (1979; 1985; 2001-2002) - Presidente del Partido Revolucionario Institucional (2007-2011) - Diputada del Congreso de la Unión (1979-1982; 1985-1986; 2000-2003; 2009-2012) - Embajadora de México en Brasil (2012-2016) - Senadora del Congreso de la Unión (1997-2000; desde 2018) | 451 934                |
|        |        | Jorge Luis Preciado             | Partido Acción Nacional              | - Diputado del Congreso de Colima (1997-2000; 2006-2009) - Diputado del Congreso de la Unión (2003-2006; 2018-2021) - Senador del Congreso de la Unión (2012-2018) | Declina su postulación |
|        |        | Gabriel Quadri                  | Partido Acción Nacional              | - Presidente del Instituto Nacional de Ecología (1994-1997) - Diputado de la Asamblea Constituyente de la Ciudad de México (2016-2017) - Diputado del Congreso de la Unión (desde 2021) | Declina su postulación |
|        |        | Israel Rivas Bastidas           | Independiente                        | | 355                    |
|        |        | Sergio Iván Torres              | Independiente                        | | 290                    |

### Primer sondeo de opinión
Los cuatro aspirantes en superar la etapa anterior participan en un foro de discusión en línea el 10 de agosto. Del 11 al 14 de agosto se realiza el primer sondeo de opinión para seleccionar a los tres aspirantes mejor posicionados. La encuesta consiste en tres mil cuestionarios en vivienda y tres mil cuestionarios telefónicos. El resultado se anuncia el 15 de agosto.
|  | 38.3 % |

|  | 26.0 % |

|  | 20.1 % |

|  | 15.6 % |

### Foros regionales
Del 17 al 26 de agosto se realizan cinco foros de discusión con la participación de los tres finalistas. El 21 de agosto Santiago Creel declinó su candidatura en favor de Xóchitl Gálvez.
- 17 de agosto. Durango, Durango
- 19 de agosto. Monterrey, Nuevo León
- 22 de agosto. León, Guanajuato
- 24 de agosto. Guadalajara, Jalisco
- 26 de agosto. Mérida, Yucatán

### Segundo sondeo de opinión
Estaba previsto que se diera a conocer el 3 de septiembre, sin embargo, de manera anticipada el 30 de agosto el Comité Organizador dio a conocer los resultados del segundo sondeo.
|  | 59.4 % |

|  | 56.8 % |

|  | 57.58 % |

|  | 40.6 % |

|  | 43.2 % |

|  | 42.42 % |

### Consulta ciudadana

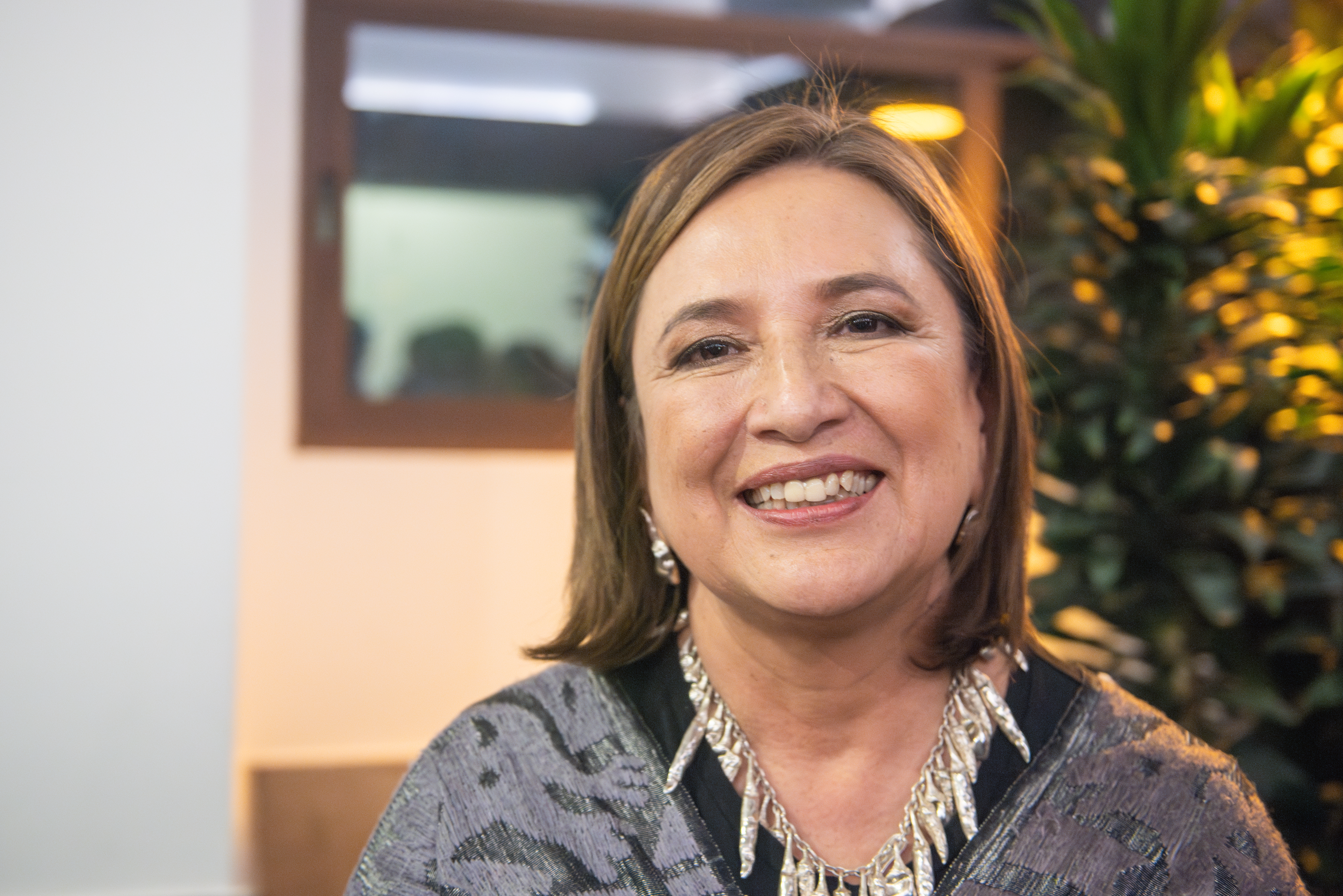
Xóchitl Gálvez, Responsable Nacional de la Construcción del Frente Amplio por México.

El 31 de agosto tras la publicación de la segunda encuesta de opinión y el desistimiento de Beatriz Paredes Rangel, el Comité Organizador acordó que no se realizaría la consulta programada para el 3 de septiembre y se designó a la persona que recibiría la constancia ese mismo día.

## Controversias

### Legalidad del proceso
El partido Movimiento Ciudadano anunció que interpondría una denuncia ante el Instituto Nacional Electoral (INE), acusando de actos anticipados de pre-campaña y campaña, pues el proceso se realizó antes del periodo legal para ello.

### Conclusión anticipada
Una semana antes de que el Comité Técnico del Frente Amplio diera a conocer el resultado de las encuestas previo a la Consulta Ciudadana, se comenzó a especular que el dirigente priista, Alito Moreno, solicitaría a la exgobernadora de Tlaxcala que se retirara de la contienda. La entonces precandidata contradijo a su líder de partido y, como respuesta a esta controversia, comentaría que ella no se retiraría de la contienda y competiría hasta la última etapa. Unos días después, argumentando que «en las encuestas oficiales no salí arriba por un margen significativo», oficializaría el anuncio de que se retiraría de la competencia, contradiciendo su declaración de un par de días antes y renunciando a participar en la última etapa del proceso.
La salida de Paredes de la contienda fue percibida por algunos sectores como adelantada y prematura; se dio previo a la publicación de los resultados de la encuesta, se realizó antes de la Consulta Ciudadana que, como había sido acordado por las partes participantes, otorgaría el promedio restante del resultado y se realizó de forma contradictoria a la metodología original que se había acordado. Como repercusión inmediata del anuncio de los resultados de la encuesta, el comité organizador determinaría cancelar la consulta, lo que a su vez acabaría levantando especulaciones respecto a los motivos detrás de esta cancelación; entre las causas especuladas estaba el repentino crecimiento de Paredes, la invasión de militantes de Morena del padrón electoral, así como un cálculo político de las dirigencias de la coalición.

## Procesos locales
El frente comunicó que para designar precandidatos adoptará la medida del Instituto Nacional Electoral de paridad de género.
| Cargo            | Proceso electoral                                 | Precandidato seleccionado        |
| ---------------- | ------------------------------------------------- | -------------------------------- |
| Jefe de Gobierno | Elecciones locales de la Ciudad de México de 2024 | Santiago Taboada Cortina         |
| Gobernador       | Elecciones estatales de Chiapas de 2024           | Olga Luz Espinosa Morales        |
| Gobernador       | Elecciones estatales de Guanajuato de 2024        | Libia García Muñoz Ledo          |
| Gobernador       | Elecciones estatales de Jalisco de 2024           | Laura Haro Ramírez               |
| Gobernador       | Elecciones estatales de Morelos de 2024           | Lucía Meza Guzmán                |
| Gobernador       | Elecciones estatales de Puebla de 2024            | Eduardo Rivera Pérez             |
| Gobernador       | Elecciones estatales de Tabasco de 2024           | Lorena Beaurregard de los Santos |
| Gobernador       | Elecciones estatales de Veracruz de 2024          | José Francisco Yunes Zorrilla    |
| Gobernador       | Elecciones estatales de Yucatán de 2024           | Renán Barrera Concha             |